# Bonda
|                                 |  |
| Due stemmi della famiglia Bonda |  |

La famiglia Bonda (nelle fonti anche Bunda o de Bonda, in croato anche Bundić) fu una delle più antiche famiglie nobili della Repubblica di Ragusa.

## Storia
Le origini dei Bonda non sono certe, ma secondo un'antichissima tradizione essi sarebbero una delle famiglie fondatrici della città, in fuga da Epidauro attaccata dagli Slavi. Una minoranza ritiene invece che essi siano di ascendenza anconitana, essendo iscritti anche al patriziato di questa città.
I Bonda sono citati all'interno di alcuni fra i più antichi documenti conservati dall'archivio di Ragusa, risalenti al 1190.
Fra il 1440 e il 1640 i Bonda contarono 19 membri del Maggior Consiglio, pari al 0,86% sul totale. In questi duecento anni, ottennero anche 27 cariche senatoriali (0,83%), 27 volte la qualifica di Rettore della Repubblica (1,13%), 25 membri del Minor Consiglio (1,15%) e 7 Guardiani della Giustizia (0,85%).
L'Almanacco di Gotha non li enumera fra le undici famiglie del più antico Patriziato Sovrano Originario della Repubblica ancora residenti in città alla metà del XIX secolo, in quanto il ramo principale della famiglia si estinse nel 1757, col matrimonio di Maddalena Bonda - ultima discendente dell'antica famiglia - con un patrizio della famiglia Giorgi. Il loro figlio Marino prese quindi entrambi i cognomi, facendo nascere la casata dei Giorgi-Bonda (alle volte indicati anche come Bonda-Giorgi).
Il primo teatro moderno di Ragusa venne fondato nel 1865 in un palazzo eretto a spese del nobile Luca Bonda, e divenne quindi noto col nome di Teatro Bonda. Il teatro - tuttora attivo - dopo la seconda guerra mondiale venne intitolato a Marino Darsa (Marin Držić), il più famoso commediografo dell'intera storia di Ragusa
La nobiltà dei Bonda-Giorgi venne riconosciuta dalla Casa d'Austria nel 1857, col titolo di conte. Il riconoscimento venne riconfermato con imperial-regio decreto il 1º dicembre 1917.
Rami secondari dei Bonda sopravvissero in Italia fino alla prima metà del XX secolo.

## Personalità notabili (in ordine cronologico)
- Marino Bonda (XIX secolo) - Rampollo dei Bonda-Giorgi, aderì al partito autonomista filoitaliano, nelle cui file fu eletto al parlamento di Vienna (Reichsrat) nel 1873 e poi ancora nel 1891, tenendo la carica fino al 1897. Fu l'ultimo deputato autonomista eletto al parlamento austriaco.